# Desastre del vertedero de Zaldívar
El desastre del vertedero de Zaldívar fue un desastre medioambiental ocurrido el 6 de febrero de 2020 en un vertedero de residuos inertes de la localidad vizcaína de Zaldívar en el País Vasco, en España. Está considerado como el desastre medioambiental  más grave en los últimos 40 años en el País Vasco.
El vertedero era propiedad de la empresa Verter Recycling 2002 SL  y estaba ubicado en el barrio de Eitzaga de Zaldívar, barrio alejado el núcleo urbano de su municipio pero muy cercano a las localidades de Ermua y Éibar. El día 6 de febrero de 2020 se derrumbó una parte de la materia acumulada cayendo sobre la autopista AP-8, la variante de la carretera N-634 a su paso por Ermua y arrastrando a dos trabajadores que fueron dados por muertos y cuyos cadáveres no se encontraron. El incidente dejó al descubierto una gran cantidad de depósitos con amianto y generó un incendio que duró varios días y obligó al confinamiento de la población vecina de Ermua y Eibar.

## Localización geográfica

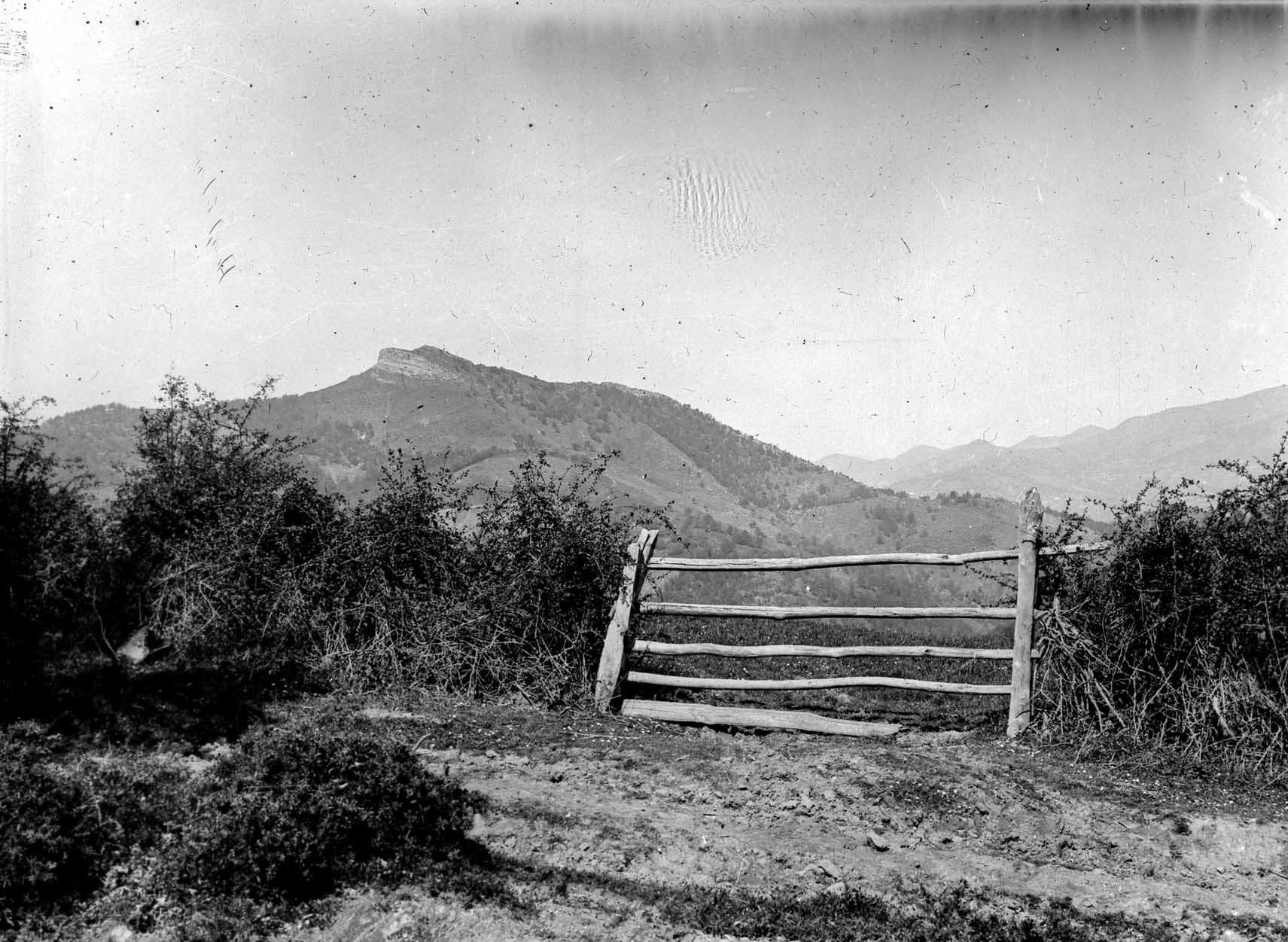
Vista del monte Egoarbitza (Indalecio Ojanguren, ca. 1949)

El vertedero se sitúa en las faldas del monte Egoarbitza, en el barrio de Eitzaga en Zaldívar, pero más cerca de los núcleos de Elgeta, Ermua y Éibar: a 4 km del núcleo urbano de Elgueta, 3 km de Ermua y 3.5 km aproximadamente de Éibar. El núcleo urbano de Zaldívar, por su parte, se encuentra a unos 6 kilómetros de distancia, por lo que se encuentra más próximo a barrios como Sallabente (Ermua/Zaldívar) y Olaerreaga (que aunque administrativamente es Eitzaga, se encuentra separado del núcleo principal).
El valle del río Ego está situado geográficamente en la cuenca del río Deva. Las aguas del arroyo Ariola (Aixola) se unen al Ego en la comarca de Eitzaga, para luego desembocar en el río Deva. Los lixiados de los residuos del vertedero siguen por tanto esta ruta.

En una manifestación que terminó en el barrio de Eitzaga el 5 de febrero de 2020, cuando dos vecinos tomaron la palabra, pidieron que el lema para denunciar el desastre no fuera Zaldibar argitu (en castellano "Aclarar Zaldívar"), sino Eitzaga Argitu (en castellano "Aclarar Eitzaga"). "Zaldibar está lejos, al otro lado de las montañas", decían. Sin embargo, en los medios de comunicación, en la respuesta de las organizaciones y en las movilizaciones de protesta ha prevalecido el nombre del municipio de Zaldívar para indicar el lugar del desastre.

## Características del vertedero

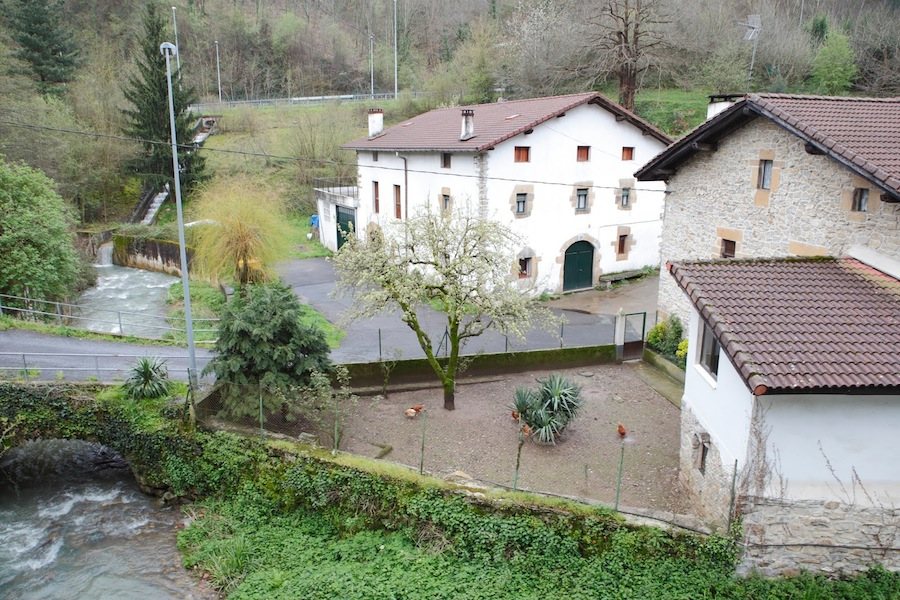
Eitzaga, barrio de Zaldívar

La apertura de este vertedero fue un proyecto que se inició hace 20 años, y el Ayuntamiento de Zaldívar pasó por diferentes fases, a favor y en contra, hasta que entró en funcionamiento el 25 de enero de 2011.
Durante este período, la empresa Verter Recycling cometió varias irregularidades, en la ingeniería del vertedero, y en el cumplimiento de la normativa. Los controles realizados por el Gobierno Vasco, sin embargo, no detectaron irregularidades graves.
- De acuerdo con el testimonio de un empleado en el juzgado, gran parte de los residuos peligrosos que se introdujeron en vertedero no se manejaron de acuerdo con las normas: “El amianto llegaba con permiso, pero una hora después de que se vaciase, se volcaba o se tiraba. Compraron una máquina para quitar el amianto sin romperlo, pero a menudo se movía con la máquina y se rompía en pedazos". Además, este empleado aseguró al juzgado que “nadie estaba separando los materiales según el riesgo”.[12]

## Precedentes del derrumbe
Antes de febrero de 2020, entre las irregularidades del vertedero se encontraban algunas que podrían servir para predecir el derrumbe:
- Desde 2017, los informes topográficos anuales detectaban "movimientos importantes" en el vertedero de Zaldívar, y aunque estos se consideraban normales, se recomendaba un mantenimiento cada tres meses; el Gobierno Vasco era consciente.[13]

- En 2018, Geyser HPC realizó un informe de estabilidad; no se mencionó nada en la sección de conclusiones.[13]

- En octubre de 2019, un informe de ingeniería señaló algunos puntos que se debían mejorar por parte del vertedero, como la protección de los residuos para evitar filtraciones de agua y la estabilización de la pendiente.[14]

- En junio de 2019, una inspección de la Consejería de Medio Ambiente del Gobierno Vasco dictaminó que el vertedero tenía un "bajo" nivel de cumplimiento de las condiciones de seguridad, señalando que las irregularidades debían corregirse para renovar el Permiso Ambiental. La empresa fue notificada en septiembre, pero el informe fue procesado en noviembre.[15] En el momento del accidente, el Departamento de Medio Ambiente del Gobierno Vasco afirmó que estaba "considerando sancionar" a la empresa Verter Recycling.[16]

- El informe pericial realizado por el centro experimental Cedex del Ministerio de Fomento del Gobierno de España por orden del juez, reveló que el vertedero de Zaldívar presentaba graves problemas de estabilidad, de los que los responsables eran conscientes. Los condenados que declararon ante los jueces también confirmaron que los directivos lo sabían. Así se lo dijo uno de ellos al juez, en su declaración anterior: “Más de la mitad de los residuos que ingresaban todos los días eran de gran volumen, principalmente residuos plásticos y de papel. Joaquín Beltran siempre estaba pidiendo tierra para compactar el piso. Sin embargo, rara vez se llegaba a esa tierra." [12]

- El 3 de febrero, el empleado Joaquín Beltrán, uno de los fallecidos, denunció la existencia de grietas ante la empresa, expresando su gran preocupación al respecto[17] y solicitando específicamente que no se introdujeran más residuos. Sin embargo, la descarga de residuos no se detuvo: entre otras cosas, entró un camión con pescado podrido y algunos otros cargando madera.[18] Alberto Sololuze (el otro fallecido) también lo comentó en su casa, "preocupado por lo que estaba viendo en los últimos meses" y porque estaba llegando "mucho más de la cantidad habitual de camiones".[19] Según otros trabajadores, también se escuchaban "ruidos" en el suelo. La empresa trató de calmar a Beltrán, y solicitó un levantamiento topográfico a la empresa Infotop.[20]

- Los días 4, 5 y 6 de febrero, la empresa confirmó que se estaba resquebrajando la pila de residuos, pero no detuvo la actividad.[20]

- El 5 de febrero los topógrafos iniciaron la investigación colocando sensores en las grietas que se estaban abriendo.[20]

## Trabajadores
Según declaraciones ante el tribunal, entre las irregularidades en el vertedero también estaban las de las condiciones laborales de los trabajadores forzados.
El 6 de febrero de 2020, 10 trabajadores estaban trabajando en el vertedero, 7 de ellos en el sitio donde ocurrió el deslizamiento de tierra. Entre otros:
- Alberto Sololuze (Éibar, 1958). Vivió en Marquina-Jeméin. Llevaba más de 25 años trabajando para José Inazio Barinaga. Casado y padre de una hija,[23][24] también era abuelo,[25] ya punto de jubilarse.[19]

- Joaquín Beltrán (El Burgo, Málaga, 1969). Llegó al País Vasco a los 9 años y residió en Zalla. Propietario de la empresa "Excavaciones Joaquín Beltrán" desde 2014. Tenía una esposa y 3 hijos.[18][26] Trabajaba a tiempo completo para el vertedero de Eitzaga: sus siete empleados colaboraban con otros tres empleados de Verter.[27]

- Henrike Arriaga (Marquina-Jeméin, 1982).[28] Artesano de la madera de oficio, dejó esa profesión en 2019 para trabajar en el vertedero de Zaldívar.[29] Hasta media hora antes del incidente, estaba en la báscula del basurero; Alberto Sololuze le pidió que cambiara de trabajo por un momento.[30]

- José María Vera (El Burgo, Málaga, 1995). Primo de Joaquín Beltrán. Conductor de camión. Salió con lesiones en la rodilla y la columna cervical.

- El hijo de 17 años de Joaquín Beltrán. Después del derrumbe, fue atendido en una ambulancia.[25]

- Txisko Beltrán. El hermano menor de Joaquín, quien trabajó con él durante 20 años.[31]

- Rodolfo Martín,[32] amigo y empleado de confianza de Joaquín, quien trabajaba con él desde hace 20 años.[31]

## El suceso

### El derrumbe, hasta la autopista
El derrumbe sucedió a las 16:15 del 6 de febrero. Se desplazaron unos 800.000 metros cúbicos de escombros (toda una ladera), en la zona denominada Montia, bajando por los parajes denominados Altzola y Motatxo. Provocó un deslizamiento de tierra de 330 metros de largo y 160 metros de ancho, cubriendo una superficie total de 2.780 metros cuadrados . El desprendimiento llegó hasta la principal autopista vasca, la AP-8. En ese momento estaban trabajando en el basurero siete trabajadores, entre ellos Joaquín Beltrán (en la excavadora), su hijo de 17 años, y José María Vera.
Rodolfo Martín se subió a la máquina y “como si surfease”, se detuvo 100 metros más abajo. Txisko Beltrán también cayó 200 metros cuesta abajo, sin lesiones graves. Alberto Sololuze estaba trabajando en la báscula, y creen que cuando Joaquín Beltrán caminaba hacia él, el derrumbe los atrapó a ambos.
Ese día, el dueño del vertedero, José Inazio Barinaga, estaba allí y habló con los periodistas sin decir que él era el jefe, diciendo que "Alberto y Joaquín eran sus amigos". En los primeros momentos se creía que seis trabajadores quedaron atrapados en el derrumbe. Sin embargo, lograron ubicar a cuatro de ellos a través de un teléfono móvil y constataron que faltaban dos. Una pequeña parte del derrumbe entraba también en la carretera N-634, además de la autopista AP-8, bloqueando la mitad de la calzada. Ese grupo de residuos pesaba unas 4 toneladas, repartidas en unos 30 metros y con una altura de unos 4 metros.
La circulación se cortó en las dos direcciones tras la llegada de algunos policías municipales de Ermua, los bomberos de la Diputación Foral de Vizcaya y efectivos Ertzaintza. Pronto llegaron también otros efectivos de Protección Civil, llegando a trabajar conjuntamente en el incidente un total de 45 personas. Por otra parte, entre los días 6 y 7 de febrero a la 01:00 horas, los equipos de rescate encontraron de forma inesperada una gran cantidad de amianto entre los escombros. Como no tenían equipo de protección, dejaron de trabajar. Sobre las 07:00 horas se abrió una variante en la AP-8.

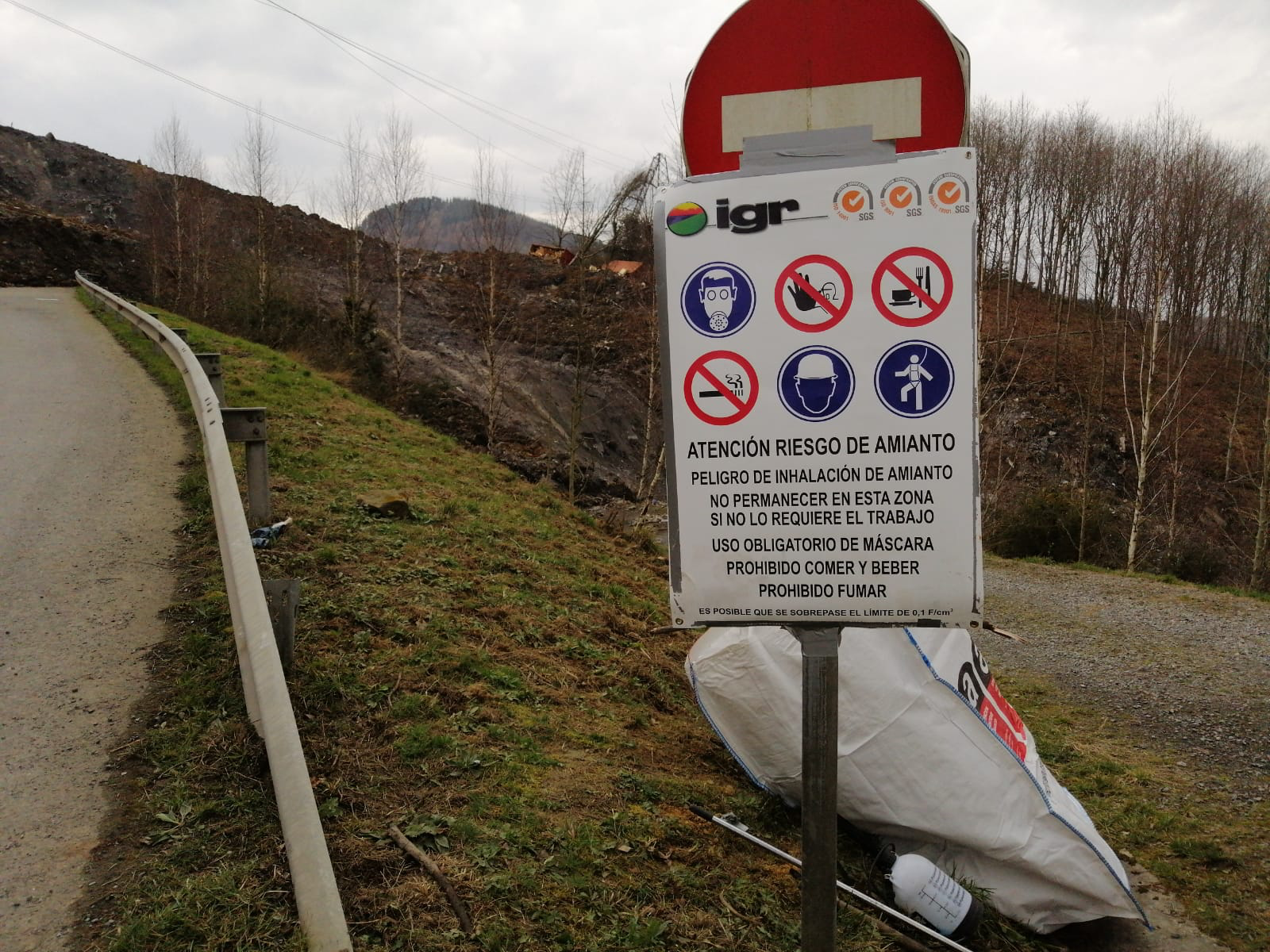
Información sobre la peligrosidad del amianto en el vertedero de Zaldívar.

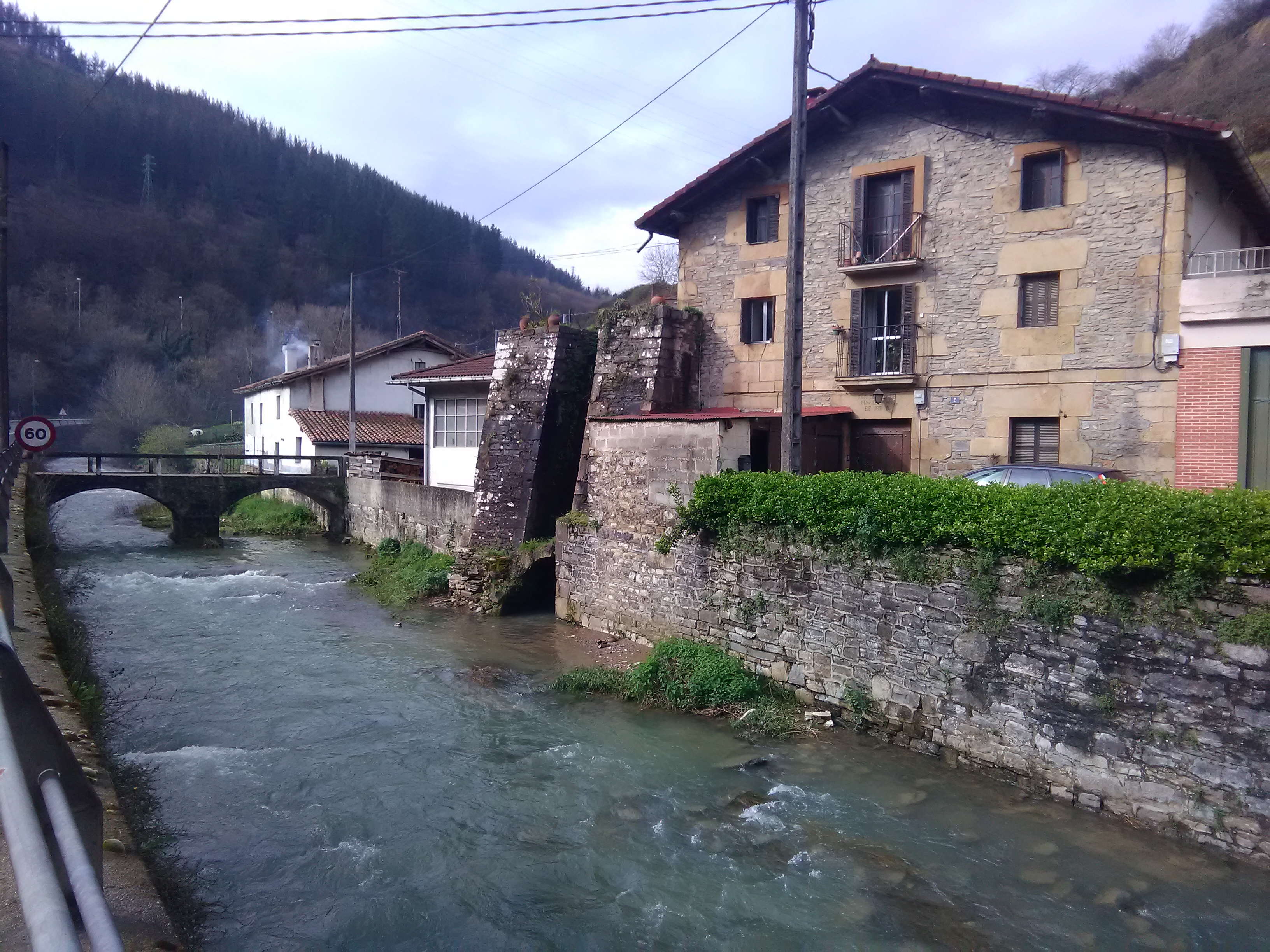
Río Ego en el barrio de Olaerreaga, un entorno afectado por lixiviados.

Los equipos de rescate que estaban trabajando la noche del 6 de febrero no fueron informados de las grandes cantidades de amianto que había allí. OSALAN, el organismo vasco encargado de la seguridad laboral, dio el aviso al día siguiente, tras la apertura del paso en la vía. Como resultado, el trabajo de rescate fue suspendido. Según el Departamento de Medio Ambiente del Gobierno Vasco, Verter Recycling cumplió con la normativa europea para la recogida de este peligroso producto. Sin embargo, este amianto no se separaba del resto de residuos. Se estima que había 16.148 toneladas de amianto.
En 2011 se incorporó al vertedero de Zaldívar otra sustancia peligrosa: los bifenilos policlorados (PCB). En el derrumbe del 6 de febrero no resultaron dañadas las balsas de lixiviación y sedimentación del vertedero (ya que esto habría agravado el desastre), pero sí los canales que van desde los sectores colapsados hasta estas balsas. Se detectó contaminación en el agua de los propios manantiales de unas fincas de Eitzaga y, el 11 de febrero de 2020, los técnicos sanitarios del Gobierno Vasco aconsejaron a los habitantes de las pedanías de Eitzaga y Sallobente que no utilizaran el agua del manantial: ni para beber, ni para cocinar, ni para los animales .
En la mañana del 8 de febrero se incendió una parte del vertedero. Según el Gobierno Vasco, el fuego se inició de forma espontánea, de una forma habitual en los vertederos, y se atribuyó al metano. Para apagar el fuego, se pidió a Cantabria que ayudara a combatir el fuego desde el aire. Sin embargo, nuevamente debido al riesgo de nuevos deslizamientos, no se continuó con la descarga de agua. El humo sembró el pánico en Ermua y Éibar. Una unidad móvil de la Red de Control de la Calidad del Aire enviada por el Gobierno Vasco afirmó que el nivel de contaminación se encontraba dentro de "parámetros normales". El 10 de febrero prosiguió el fuego, esparciendo humo en el ambiente de Ermua y Éibar. Según algunos vecinos, no era la primera vez que veían un incendio en el vertedero de Zaldívar.

## Gestión de la emergencia

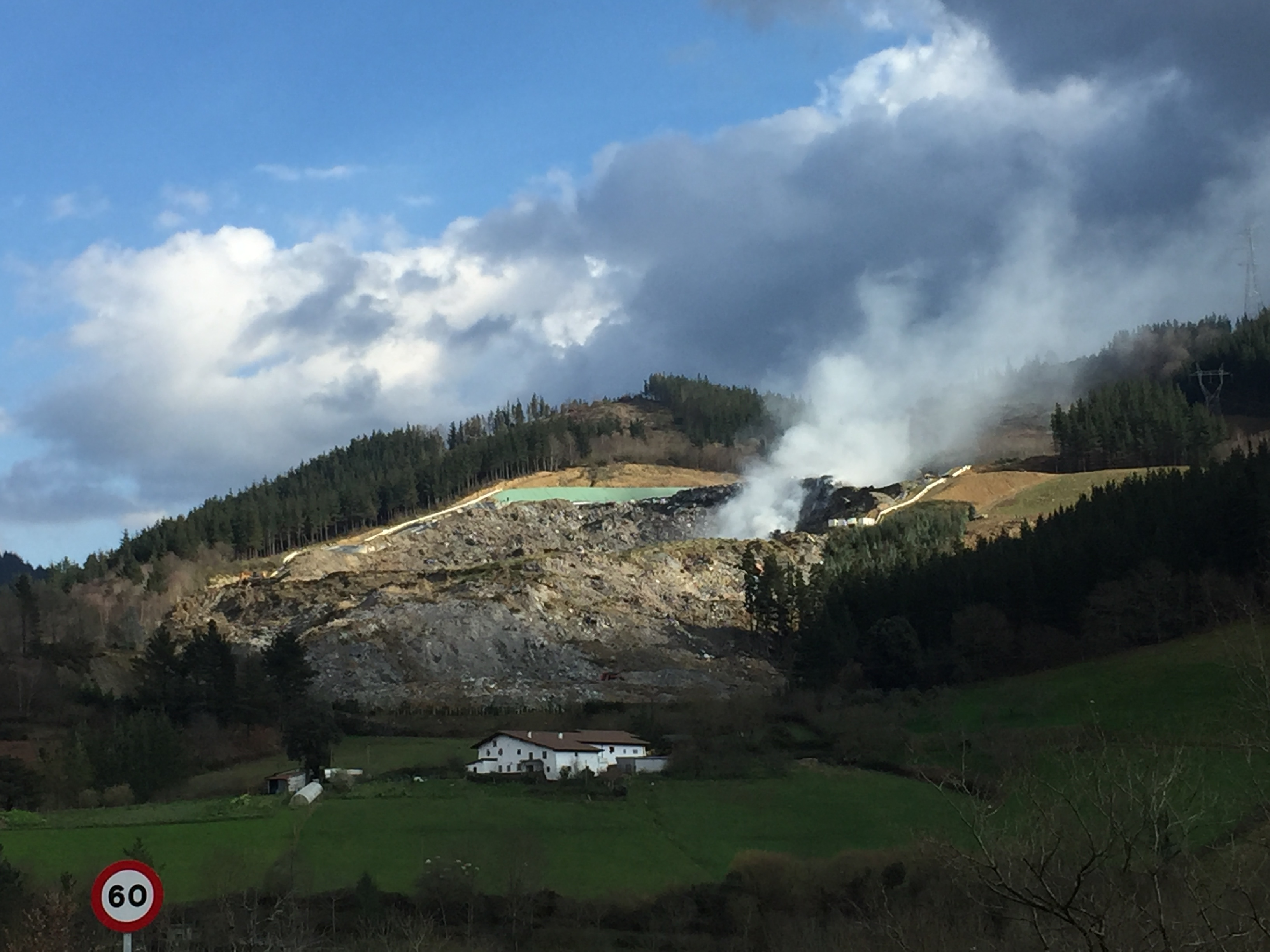
El incendio del vertedero de Zaldívar.

La confusión reinó en los primeros momentos tras el derrumbe del 6 de febrero. El "fracaso informativo y operativo" de los primeros días de la Administración fue criticado desde muchos lugares.
- Cuando llegaron los servicios de emergencia y los perros, supieron dónde buscar preguntando al personal. Los funcionarios de la empresa no trajeron ningún plano en ese momento.[31]

- Desde Vizcaya acudieron bomberos de Derio, Iurreta, Basauri y Artaza, enviados por la Diputación Foral de Vizcaya. La Diputación Foral de Guipúzcoa también los mandó en primera vuelta desde Éibar y Oñate. Un técnico de Protección Civil conocido como “BZ” coordinaba el operativo. BZ pidió a los bomberos ocho máscaras porque quienes cavaban hoyos con palas en las manos no podían respirar.[57]

- A las 16:40, los responsables de Verter Recycling informaron a la Consejería de Medio Ambiente del Gobierno Vasco sobre el accidente. A las 16:48 el viceconsejero Moreno y la Consejera de Interior Beltrán de Heredia estaban al tanto del accidente.[58]

- Según informó el portavoz del Gobierno Vasco, Josu Erkoreka, al término del pleno del Parlamento Vasco, la Consejera de Interior Estefanía Beltrán de Heredia, informó del accidente al lehendakari, Iñigo Urkullu. Inmediatamente, Urkullu le ordenó organizar una mesa de crisis, y esa tarde-noche la propia Beltrán de Heredia acudió al lugar del accidente.[59] La mesa de crisis se reunió en el centro de control de carreteras de Interbiak. En ella intervinieron la Consejera de Interior Beltrán de Heredia, el Viceconsejero de Interior Josu Zubiaga, el diputado Foral de Vizcaya Unai Rementeria, el diputado de Infraestructuras Imanol Pradales[60] y el director de Emergencias.[33]

- Debido a la inestabilidad del terreno, dos familias fueron desalojadas de sus fincas (una de ellas, Olaetxea[61]) y se movilizó a un geólogo para analizar la situación.[37]

- La administración tenía conocimiento de la existencia de amianto en sus registros, al igual que el gerente del vertedero José Ignacio Barinaga, quien estuvo en el vertedero en las primeras horas después del accidente. Sin embargo, no lo denunciaron y, como los carteles indicaban que había “residuos no peligrosos”, los agentes que trabajaban para abrir la autopista AP-8 actuaron sin el equipamiento adecuado,[62][57]

- Detuvieron los trabajos porque estaba oscuro y el suelo estaba inestable, con riesgo de otro derrumbe. Junto a los policías, los bomberos de la primera ronda cavaban agujeros en los puntos marcados por los perros. También instalaron iluminación en la zona, aunque el trabajo debía hacerse de noche. “Estábamos esperando órdenes, viendo qué hacer”.[57]

- Un total de 60 personas acudieron ese primer día sin la debida preparación en labores de rescate de amianto: 30 bomberos, 30 policías y voluntarios con perros de rescate.[57]

- El asbesto fue descubierto a la 01:00 de la noche del 6 al 7 de febrero;[40] De inmediato, los técnicos de OSALAN ordenaron detener la búsqueda;[63] sin embargo, los trabajadores que estaban limpiando el camino continuaron con sus labores.[57]

- Durante la noche, los geólogos trajeron instrumentos de topografía de precisión desde Madrid.[64]

- Se pusieron en contacto con la empresa IGR[65] (Sopelana Vizcaya), que tiene autorización para trabajar con amianto, y prosiguieron los trabajos de limpieza viaria sobre las 3:00 horas.[38] Los trabajadores que limpiaban la carretera usaban ropa protectora sobre su ropa vieja.[27] Se abrió una variante sobre las 7:00 horas del 7 de febrero en la AP-8.[38]

- En las primeras horas del accidente (la tarde del 6 de febrero o la mañana del 7 de febrero, según el Gobierno de España y Gobierno Vasco, respectivamente), el delegado del Gobierno de España en el País Vasco Jesús Loza (que sería sustituido unos días después por Denis Itxaso) se puso en contacto con el Departamento de Interior del Gobierno Vasco, ofreciendo sus recursos para la búsqueda, incluida la Unidad Militar de Emergencias (UME) para hacer frente a catástrofes. El Gobierno Vasco agradeció la oferta, pero no la aceptó. El motivo de la negativa fue que "la cantidad de personas no era tan importante en el trabajo, y sí, la estabilidad del grupo de residuos", y precisó que lo habrían aceptado si hubiese sido "una máquina de búsqueda o alguna tecnología especial".[66] Sin embargo, la oferta no se hizo a nivel oficial, según confirmó la ministra de Defensa española, Margarita Robles.[67]

- El 7 de febrero, a las 07:45, el Viceministro del Interior informó de la situación. A las 9:30, las Consejerías de Interior, Medio Ambiente y Sanidad del Gobierno Vasco, Osalan, Inspección de Trabajo, Emergencias y Diputación Foral se reunieron en Txurdinaga formando la mesa de crisis.[33]

- El 8 de febrero, además de la mesa de crisis, el presidente Iñigo Urkullu convocó una mesa interinstitucional de alto nivel (Consejeros y Viceconsejeros de Medio Ambiente, Seguridad, Trabajo y Salud y el Portavoz del Gobierno; Diputación Foral de Vizcaya, el diputado Foral de Infraestructuras y los alcaldes de Zaldívar, Ermua y Éibar). El Secretario General de la lehendakaritza (Jesús Peña) comenzó a trabajar en la coordinación y organización de esta mesa interinstitucional.[33]

- 9 de febrero:
  - Para ese momento, la inquietud reinaba entre los ciudadanos de la zona,[68] quienes se quejaban de que desde hacía 4 días los principales líderes políticos aún no habían dado una explicación o responsabilidad.[69] El silencio de Urkullu se hizo aún más llamativo cuando hacía declaraciones públicas ante otras catástrofes (el derrumbe de Ondárroa, el incendio de Notre Dame...) desde el primer momento.[70]

- - Los familiares de los trabajadores desaparecidos también se quejaron de la falta de atención hacia ellos,[71][72] y el enfado hacia los líderes políticos prevaleció en las redes sociales.[73]

- - Tuvo lugar la primera reunión de la mesa interinstitucional, a las 09:30. Además de tomar medidas para atender la situación de emergencia, se acordó conformar una mesa técnica; centrado en geología, topografía e ingeniería, que se reuniría alternativamente cada día en Éibar, Ermua y Zaldibar; luego, informaría sobre la situación en una rueda de prensa.[33] Elena Moreno, Viceconsejera de Medio Ambiente del Gobierno Vasco, y Josu Zubiaga, Director de Interior, realizaron la primera presentación pública.[74][75]

La empresa Verter Recycling, en cambio, no intervino en un primer momento. El portavoz del Gobierno Vasco, Josu Erkoreka, condenó la postura de la empresa, acusándola de no colaborar en el ámbito laboral y medioambiental. Sin embargo, la empresa desmintió lo dicho por Erkoreka: desde el primer momento, para hacer frente al desastre, la empresa contrató a una empresa especializada en la gestión de situaciones de crisis.
El 14 de febrero, ante la segunda emergencia relacionada con la contaminación del aire, el Gobierno aconsejó a los ciudadanos no hacer deporte al aire libre y mantener cerradas las ventanas de sus casas.

## Repercusión

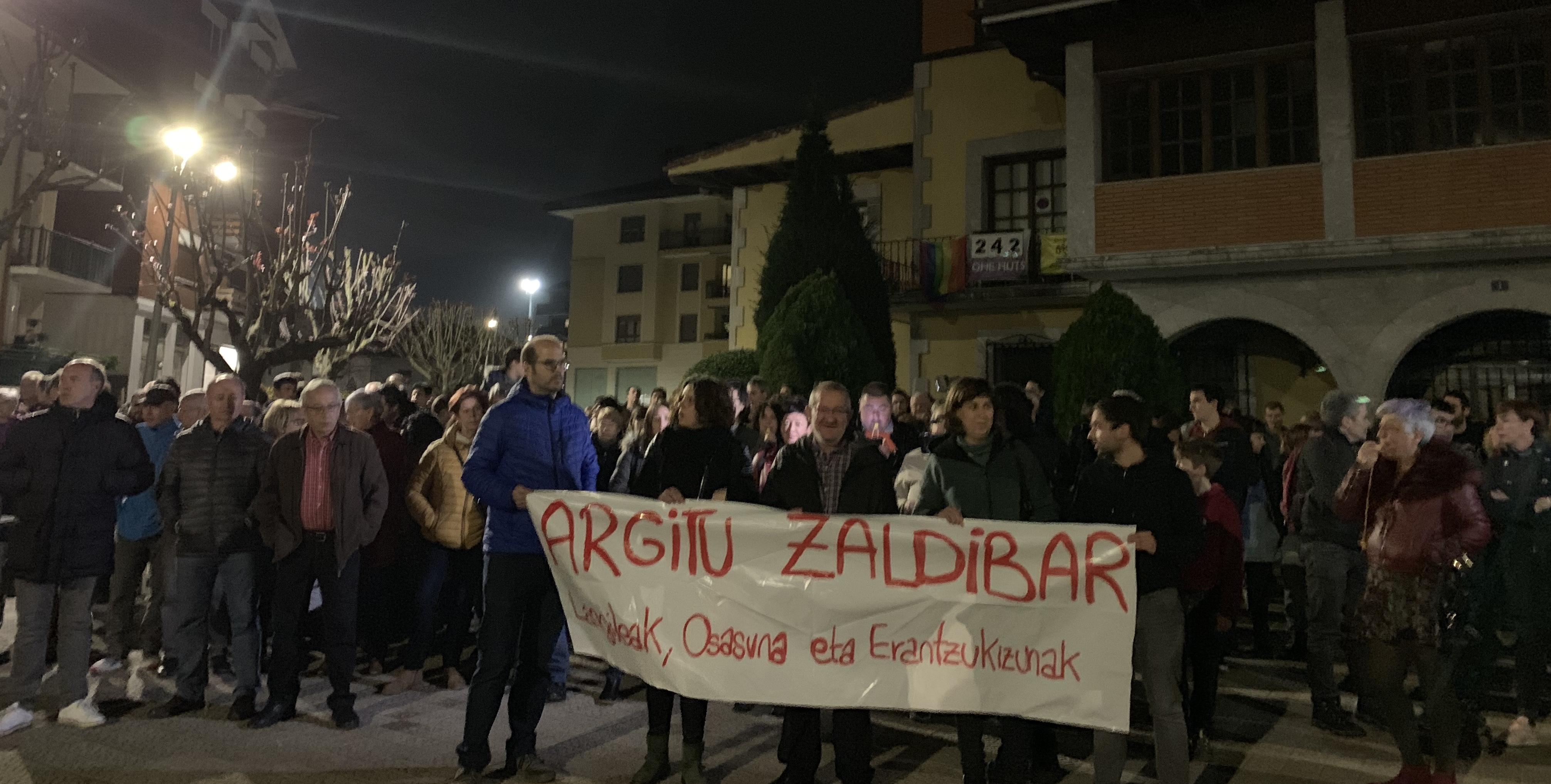
Manifestación para exigir el esclarecimiento de la catástrofe del vertedero de Zaldívar, "Zaldibar Argitu", el 10 de febrero.

### Movilizaciones populares
En los primeros días, la preocupación y el enfado de la ciudadanía se extendió principalmente a través de las redes sociales. Entonces, quejándose de la falta de explicaciones públicas por parte de los líderes políticos, comenzaron las movilizaciones del pueblo. En los primeros días fueron espontáneas: el 9 de febrero en Marquina-Jeméin, el 10 en Zaldívar, Ermua y Éibar, el 11 en Zalla, y en algunas otras comarcas.
En la semana siguiente las movilizaciones continuaron coordinándose y aumentando: el día 12, el Movimiento contra la Incineradora convocó movilizaciones en 10 localidades de Guipúzcoa. Ese día se organizaron protestas frente a varios comercios, pidiendo la recolección de bolsas de basura. El día 13 hubo manifestaciones en Zalla, Mondragón y Bilbao, y en Éibar se formó la plataforma popular Zaldibar Argitu Orain!.
A partir del 14 de febrero, con la segunda emergencia, las movilizaciones se intensificaron: ese día, el movimiento Fridays for Future también hizo una mención especial al desastre de Zaldívar en la manifestación de Bilbao, y en la mañana del 15 de febrero, tuvo lugar un grupo de protesta ciudadana donde estaba reunida la mesa de crisis de Zaldívar, que realizó una concentración en presencia del presidente Urkullu. Por la tarde se realizó una manifestación conjunta entre Éibar, Ermua y Elgeta: varios actores del País Vasco y del extranjero llamaron a participar en esta movilización. Las columnas que salían de los tres municipios confluyeron en Eitzaga, reuniendo allí unas 5.000 personas, con gran repercusión en los medios. La atención se centró en los responsables ("políticos, empresarios, el Consejero de Medio Ambiente y el Lehendakari"), y se atribuyó el accidente al modelo de gestión de residuos. Entre los manifestantes no participó el alcalde de Ermua, pero sí los concejales de PSE-EE, EH Bildu, Ezker Anitza-IU y PP. Además de Barinaga, algunos manifestantes también apuntaron a los demás socios de la empresa Verter Recycling, “porque sabían lo que estaba pasando”. También expresaron su preocupación por "otras sustancias tóxicas" en el vertedero. Ese día se celebró también en Zalla otra manifestación de los habitantes de Enkarterri . El día 17, algunos miembros de Ernai bloquearon la carretera BI-3344, encadenándose a la rotonda de entrada a Éibar. El día 18, día de la comparecencia del Gobierno Vasco para dar explicaciones, se convocó una reunión frente al Parlamento Vasco. El mismo día y en el mismo lugar, el sindicato ERNE de la Policía realizó su propia concentración. El día 19 se organizó una conferencia en Azpeitia: "¿Qué está pasando en Zaldibar?". En Éibar, en la presentación de los técnicos del Gobierno Vasco en el Teatro Coliseo, además del caos entre público y ponentes, hubo una manifestación en el exterior. Los alumnos de la Escuela Universitaria Técnica Industrial de Éibar iniciaron una huelga indefinida. Las manifestaciones no cesaron en los días siguientes: en Motrico, Marquina-Jeméin, en Elgóibar, en Abadiño, en Azpeitia, de nuevo en Éibar... En este último, al igual que en Ermua, las fiestas de Carnavales fueron canceladas debido a la contaminación. También se realizó una pequeña manifestación en El Burgo (Málaga, ciudad natal de Joaquín Beltrán),  y en Zalla. A las movilizaciones en recuerdo de Beltrán se sumaron otras en contra el vertedero de Cespa en Zalla y la planta de biomasa de Glefaran en Gueñes . El día 24, un grupo de ciudadanos interrumpió el Pleno mensual del Ayuntamiento de Éibar al grito de "Zaldibar Argitu".